# Uma Blasini
Wilmadilis Blasini Pérez, detta Uma (Ponce, 4 marzo 1982), è una modella portoricana, incoronata Miss Porto Rico Universo 2007.

## Carriera
Uma Blasini ha partecipato al concorso Miss Porto Rico nel 2005, in rappresentanza di San Juan, dove raggiunge la quarta posizione. Due anni dopo, gareggia al concorso Miss Porto Rico Universo, stavolta in rappresentanza di Guayanilla. Questa volta ottiene la corona e diventa Miss Porto Rico Universo 2007. La corona le viene consegnata da Zuleyka Rivera, detentrice del titolo uscente, ed in seguito Miss Universo 2006.
Successivamente Uma Blasini è volta in Messico per partecipare a Miss Universo 2007, dove però non riesce a classificarsi nella rosa delle finaliste. Il concorso viene poi vinto dalla giapponese Riyo Mori.
Inoltre, la Blasini rappresenta Porto Rico in occasione di Miss Continente Americano 2007 in Ecuador, dove si piazza in Top 6, ed a Miss Tourism Queen International 2007 in Cina dove ottiene il riconoscimento di Best Long Gown.